# Robert Yeoman
Robert David Yeoman, född 10 mars 1951 i Philadelphia, är en amerikansk filmfotograf.

## Filmografi (i urval)
- 1988 – Johnny Be Good
- 1989 – Drugstore Cowboy
- 1990 – Släkten är värst
- 1996 – Bottle Rocket
- 1998 – Permanent Midnight
- 1998 – Rushmore
- 1999 – Dogma
- 2001 – The Royal Tenenbaums
- 2004 – Life Aquatic
- 2005 – The Squid and the Whale
- 2005 – Red Eye
- 2007 – Hotel Chevalier (kortfilm)
- 2007 – The Darjeeling Limited
- 2007 – Martian Child
- 2008 – Yes Man
- 2009 – Whip It
- 2010 – Get Him to the Greek
- 2011 – Bridesmaids
- 2012 – Moonrise Kingdom
- 2013 – The Heat
- 2014 – The Grand Budapest Hotel
- 2014 – Love & Mercy
- 2015 – Spy
- 2016 – Ghostbusters
- 2018 – Mamma Mia! Here We Go Again
- 2021 – The French Dispatch
- 2023 – Asteroid City
- 2023 – The Wonderful Story of Henry Sugar